# Roland Pålsson
Ernst Roland Stråe Pålsson, född 4 oktober 1922 i Stockholm, död 16 april 2015 i Oscars distrikt i Stockholm, var en svensk ämbetsman och riksantikvarie.
Roland Pålsson avlade juris kandidatexamen 1946 och gjorde tingstjänstgöring 1946–1949. Han anställdes vid Tidens förlag 1949 och gick vidare till Sveriges radio 1951, där han var chef för utlandsavdelningen 1955–1962. Han blev chef för kulturavdelningen på Utbildningsdepartementet 1963 och var departementsråd 1965–1972. Pålsson var Sveriges riksantikvarie 1972–1987.
Vidare var han ordförande i styrelsen för Svenska filminstitutet 1967–1970, Kungliga teatern 1972–1985, Dansmuseet 1968–1992, Athen- och Rominstituten 1971–1992, Svenska Byggnadsvårdsföreningen 1987–1991 samt i Alva och Gunnar Myrdals stiftelse från 1987.
På Tidens förlag var Roland Pålsson medgrundare till tidskriften Tidsbilder tillsammans med författaren Ragnar Thoursie. Roland Pålsson medverkande och stod som redaktör och författare till en rad tidskrifter och böcker med kultur- och utrikespolitisk inriktning. Främst kan nämnas Världskris och väpnad neutralitet (1957), Inför 60-talet (1959), Vi och Europa (1962), Det möjliga samhället (1967), Det omöjliga samhället (1978), Den omöjliga freden (1986), Att vinna en värld (1990), Den tredje supermakten (1992), Tröst för tigerhjärtan (1995) och Optimism i en svår tid (2005).
Han var svärson till Rolf R:son Sohlman och far till Thomas Pålsson. Roland Pålsson är begravd på Norra begravningsplatsen utanför Stockholm.